# Хрісеїда Македонська
Хрісеїда (дав.-гр. Χρυσηις) — одна з дружин царя Македонії Деметрія Етолійського.

## Біографія
Із повідомлення Євсевія відомо, що Деметрій «…одружився з однією з полонянок і назвав її Хрісеїдою, а від неї у нього був син Філіп, який першим воював із римлянами і (тим самим) виявився причиною лих для македонян». Статус останньої дружини Деметрія викликає подив, що дозволяє багатьом вченим вважати цю частину повідомлення Євсевія малодостовірною. Можливо, у повідомленні Євсевія слід бачити вплив проримського джерела, де з метою очорнення Філіппа V йшлося про низьке походження його матері. Вважається, що своє нове ім'я Хрісеїда отримала на честь персонажки Іліади.
Важливим свідченням на користь історичності Хрісеїди є свідчення Полібія, який згадує її в повідомленні про правителів, які надали допомогу мешканцям Родосу після землетрусу як дружину Антигона III Досона. Досон, як відомо з інших джерел, після смерті Деметрія II одружився з «матір'ю» його сина Філіппа (ім'я якої при цьому не називається) і всиновив хлопчика.
Утім, Тарн, а слідом за ним і багато інших антикознавців, уважають, що Хрісеїда і Фтія — це та сама жінка.